# Монро (округ, Флорида)
Монро́ (англ. Monroe county) — округ штата Флорида Соединённых Штатов Америки. На 2000 год в нем проживало 79 589 человек. По оценке бюро переписи населения США в 2008 году население округа составляло 72 243 человек. Окружным центром является город Ки-Уэст. В состав округа входит архипелаг Флорида-Кис.

## История
Округ Монро был сформирован в 1823 году. Он был назван в честь Джеймса Монро, пятого президента США, занимавшего этот пост с 1817 по 1825 года.

## География
Округ расположен в южной части штата. Включает в себя крайний юго-запад полуострова Флорида и острова Флорида-Кис. Площадь составляет 9 679,2 км², из которых 7 097,2 км² (73,32 %) занимает вода. Граничит с округами Коллиер (на севере) и Майами-Дейд (на востоке). На западе и юге омывается водами Флоридского пролива.

## Население
По данным переписи 2000 года население округа составляет 79 589 человек. Расовый состав: белые — 90,65 %; афроамериканцы — 4,77 %; коренные американцы — 0,38 %; азиаты — 0,83 %; океанийцы — 0,04 %; другие расы — 1,55 %; представители двух и более рас — 1,78 %. На 2000 год 79,23 % населения округа считали родным языком английский; 16,08 % — испанский; 1,01 % — французский и 0,98 % — немецкий.
Возрастная структура: лица до 18 лет — 17,1 %; от 18 до 24 лет — 6,3 %; от 25 до 44 лет — 31,1 %; от 45 до 64 лет — 30,9 %; старше 65 лет — 14,6 %. Средний возраст составляет 43 года. На каждые 100 женщин приходится 113,9 мужчин.
Динамика численности населения:
- 1940: 14 078 чел.
- 1950: 29 957 чел.
- 1960: 47 921 чел.
- 1970: 52 586 чел.
- 1980: 63 188 чел.
- 1990: 78 024 чел.
- 2000: 79 589 чел.
- 2010: 73 090 чел.

## Достопримечательности
- Национальный парк Десять Тысяч Островов (частично на территории округа)